# Cono de Mach
El cono de Mach se puede definir como: la envolvente de perturbaciones en el medio producidas por un móvil desplazándose a una velocidad superior a la del sonido. El descubrimiento del fenómeno del cono de Mach se debe a Ernst Mach.

## Descripción del fenómeno
Para poder explicar el fenómeno de forma clara es preciso recurrir a la comparación de cuatro casos básicos. En todos ellos se supone un cuerpo esférico puntual (hipótesis asumida para que no aparezcan ondas de choque desprendidas) que emite sonidos a intervalos regulares de tiempo. En el primero la partícula está parada y en los tres siguientes se mueve a distintas velocidades.
| Partícula inmóvil En este caso tenemos una partícula emitiendo sonido a intervalos de tiempo regulares. Las ondas de sonido son evidentemente concéntricas. |
| Partícula con velocidad inferior a la del sonido En el siguiente caso la partícula se está moviendo hacia la izquierda por debajo de la velocidad del sonido. Las ondas de sonido están contenidas una dentro de la otra debido a que la partícula no tiene tiempo de alcanzar las ondas en su movimiento (las ondas se están expandiendo mientras que la partícula se mueve. Estamos hablando de la velocidad de expansión frente a la velocidad a la que se mueve la partícula) |
| Partícula a la misma velocidad que el sonido Este otro caso muestra a la partícula moviéndose a la velocidad del sonido (la misma velocidad a la que se expanden las ondas). Las ondas de sonido coalescen formando un frente sónico plano. |
| Partícula con velocidad superior a la del sonido la partícula se mueve en régimen supersónico. La partícula adelanta a las ondas de sonido en su movimiento (las ondas se expanden a la velocidad del sonido mientras que la partícula se desplaza a una velocidad mayor que la del sonido), de tal manera que la envolvente de las mismas forma un frente de ondas cónico, el llamado "Cono de Mach".                                                                            |